# Friedrich Weber (Richter)
Friedrich Weber (* 25. August 1803; † 20. Februar 1873 in Gießen) war Richter und Politiker (NLP) und Abgeordneter der 2. Kammer der Landstände im Großherzogtum Hessen.

## Familie
Friedrich Weber war der Sohn des Obristen Wilhelm Weber (1774–1849) und dessen Ehefrau Christine Elisabeth Katharina, geborene Grandhomme (1776–1836). Weber, evangelisch, heiratete am 28. Dezember 1828 in Sickenhofen in erster Ehe Wilhelmine Ernestine Friederike geborene Helmolt. Am 28. September 1841 heiratete er in zweiter Ehe in Gießen Christine Louise Friederike geborene Wortmann.

## Jurist
Weber studierte ab 1820 Rechtswissenschaften an der Universität Gießen und begann seine Justizlaufbahn als Akzessist am Hofgericht Gießen. 1826 wurde er Assessor am Landgericht Friedberg, wo er ab 1828 Richter mit Stimme war. 1835 zum Mitglied und Rat des Hofgerichts Gießen ernannt, stieg er 1857 zu dessen Direktor auf und war damit Vertreter des Präsidenten. Die Stelle nahm er bis zu seinem Tod 1873 ein.

## Abgeordneter
Von 1856 bis 1862 gehörte er der Zweiten Kammer der Landstände an. Er wurde für den Wahlbezirk Oberhessen 12/Assenheim gewählt.

## Ehrungen
1864 erhielt er den Titel „Geheimrat“.